# Lomisismta
Lomisismta (georgiska: ლომისისმთა) är ett berg i Georgien. Det ligger i den nordöstra delen av landet, 80 km norr om huvudstaden Tbilisi. Toppen på Lomisismta är 2 452 meter över havet.